# Liste des députés du Puy-de-Dôme
 (mai 2025).

## Cinquième République

### XVIIelégislature(depuis 2024)
| Circonscription     | Député                 | Parti | Parti | Suppléant          | Autre mandat |
| ------------------- | ---------------------- | ----- | ----- | ------------------ | --- |
| 1re circonscription | Marianne Maximi        |       | LFI   | Diego Landivar     | Conseillère municipale de Clermont-Ferrand Conseillère communautaire de Clermont Auvergne Métropole               |
| 2e circonscription  | Christine Pirès-Beaune |       | PS    | Michaël Baré       | Conseillère municipale de Riom Conseillère communautaire de la communauté d'agglomération Riom Limagne et Volcans |
| 3e circonscription  | Nicolas Bonnet         |       | LÉ    | Elisabeth Crozet   | Adjointe au maire de Clermont-Ferrand                                                                             |
| 4e circonscription  | Delphine Lingemann     |       | MoDem | Christian Poinsot  | Conseillère municipale de Royat                                                                                   |
| 5e circonscription  | André Chassaigne       |       | PCF   | Julien Brugerolles | |

Julien Brugerolles a succédé à André Chassaigne, démissionnaire pour raison d'incompatibilité, le 1er avril 2025.

### XVIelégislature(2022-2024)
| Circonscription     | Député                 | Parti | Parti | Suppléant          | Autre mandat |
| ------------------- | ---------------------- | ----- | ----- | ------------------ | --- |
| 1re circonscription | Marianne Maximi        |       | LFI   | Diego Landivar     | Conseillère municipale de Clermont-Ferrand Conseillère communautaire de Clermont Auvergne Métropole               |
| 2e circonscription  | Christine Pirès-Beaune |       | PS    | Michaël Baré       | Conseillère municipale de Riom Conseillère communautaire de la communauté d'agglomération Riom Limagne et Volcans |
| 3e circonscription  | Laurence Vichnievsky   |       | MoDem | Olivier Fourot     | |
| 4e circonscription  | Delphine Lingemann     |       | MoDem | Christian Poinsot  | Conseillère municipale de Royat                                                                                   |
| 5e circonscription  | André Chassaigne       |       | PCF   | Julien Brugerolles | |

### XVelégislature(2017–2022)
| Circonscription     | Député                 | Parti | Parti | Suppléant           | Autre mandat                                 |
| ------------------- | ---------------------- | ----- | ----- | ------------------- | -------------------------------------------- |
| 1re circonscription | Valérie Thomas         |       | REM   | M. Frédéric Raynaud |                                              |
| 2e circonscription  | Christine Pirès-Beaune |       | PS    | M. Laurent Dumas    | Conseillère municipale de Ménétrol           |
| 3e circonscription  | Laurence Vichnievsky   |       | MoDem | M. Stanislas Renié  | Conseillère régionale d'Auvergne-Rhône-Alpes |
| 4e circonscription  | Michel Fanget          |       | MoDem | Mme Valérie Coudun  | Conseiller régional d'Auvergne-Rhône-Alpes   |
| 5e circonscription  | André Chassaigne       |       | PCF   | M. Éric Dubourgnoux |                                              |

### XIVelégislature(2012–2017)
| Circonscription     | Identité                   | Parti | Suppléant            |
| ------------------- | -------------------------- | ----- | -------------------- |
| 1re circonscription | Mme Odile Saugues          | PS    | M. Bertrand Pasciuto |
| 2e circonscription  | Mme Christine Pirès-Beaune | PS    | M. Laurent Dumas     |
| 3e circonscription  | Mme Danielle Auroi         | EELV  | M. Roger Gardes      |
| 4e circonscription  | M. Jean-Paul Bacquet       | PS    | Mme Sylvie Maisonnet |
| 5e circonscription  | M. André Chassaigne        | PCF   | M. Éric Dubourgnoux  |

### XIIIelégislature(2007–2012)
| Circonscription     | Identité                   | Parti | Suppléant              |
| ------------------- | -------------------------- | ----- | ---------------------- |
| 1re circonscription | Mme Odile Saugues          | PS    | M. Bernard Auby        |
| 2e circonscription  | M. Alain Néri              | PS    | Mme Sylvie Maisonnet   |
| 3e circonscription  | M. Louis Giscard d'Estaing | UMP   | M. Serge Teillot       |
| 4e circonscription  | M. Jean-Paul Bacquet       | PS    | Mme Michelle Fauvergue |
| 5e circonscription  | M. André Chassaigne        | PCF   | M. Claude Nowotny      |
| 6e circonscription  | M. Jean Michel             | PS    | Mme Évelyne Ribes      |

### XIIelégislature(2002–2007)
| Circonscription     | Identité                   | Parti | Suppléant              |
| ------------------- | -------------------------- | ----- | ---------------------- |
| 1re circonscription | Mme Odile Saugues          | PS    | M. Bernard Auby        |
| 2e circonscription  | M. Alain Néri              | PS    | Mme Danièle Guillaume  |
| 3e circonscription  | M. Louis Giscard d'Estaing | UMP   | M. Serge Teillot       |
| 4e circonscription  | M. Jean-Paul Bacquet       | PS    | Mme Michelle Fauvergue |
| 5e circonscription  | M. André Chassaigne        | PCF   | M. Claude Nowotny      |
| 6e circonscription  | M. Jean Michel             | PS    | Mme Évelyne Ribes      |

### XIelégislature(1997 - 2002)
| Circonscription     | Identité                    | Parti | Suppléant           |
| ------------------- | --------------------------- | ----- | ------------------- |
| 1re circonscription | Mme Odile Saugues           | PS    | Bernard Auby        |
| 2e circonscription  | M. Alain Néri               | PS    | Danièle Guillaume   |
| 3e circonscription  | M. Valéry Giscard d'Estaing | UDF   | Paule Oudot         |
| 4e circonscription  | M. Jean-Paul Bacquet        | PS    | Bernard Veissière   |
| 5e circonscription  | M. Maurice Adevah-Pœuf      | PS    | Yves Fournet-Fayard |
| 6e circonscription  | M. Jean Michel              | PS    | Claude Lesme        |

### Xelégislature(1993-1997)
| Circonscription     | Identité                    | Parti | Suppléant                  |
| ------------------- | --------------------------- | ----- | -------------------------- |
| 1re circonscription | M. Michel Fanget            | UDF   | Robert Couzon              |
| 2e circonscription  | M. Michel Cartaud           | UDF   | Jeanne Audollent           |
| 3e circonscription  | M. Valéry Giscard d'Estaing | UDF   | Claude Wolff               |
| 4e circonscription  | M. Pierre Pascallon         | RPR   | Pierre Chabrillat (UDF)    |
| 5e circonscription  | M. Jean-Marc Chartoire      | UDF   | Pierre Rimbaud             |
| 6e circonscription  | M. Gérard Boche             | UDF   | Marie-Thérèse Sikora (RPR) |

### IXelégislature(1988-1993)
| Circonscription     | Identité                    | Parti | Suppléant            |
| ------------------- | --------------------------- | ----- | -------------------- |
| 1re circonscription | M. Maurice Pourchon         | PS    | Bernard Auby         |
| 2e circonscription  | M. Alain Néri               | PS    | Catherine Guy-Quint  |
| 3e circonscription  | M. Valéry Giscard d'Estaing | UDF   | Claude Wolff         |
| 4e circonscription  | M. Jacques Lavédrine        | PS    | Jean-Pierre Decombas |
| 5e circonscription  | M. Maurice Adevah-Pœuf      | PS    | Henri Rigal          |
| 6e circonscription  | M. Edmond Vacant            | PS    | Jean Michel          |

### VIIIelégislature(1986-1988)
Scrutin proportionnel (listes départementales)
| Identité                 | Parti   |
| ------------------------ | ------- |
| Roger Quilliot           | PS      |
| Valéry Giscard d'Estaing | UDF-PR  |
| Georges Chometon         | UDF-CDS |
| Pierre Pascallon         | RPR     |
| Maurice Adevah-Pœuf      | PS      |
| Jacques Lavédrine        | PS      |

### VIIelégislature(1981-1986)
| Circonscription     | Identité            | Parti  | Suppléant        |
| ------------------- | ------------------- | ------ | ---------------- |
| 1re circonscription | Maurice Pourchon    | PS     | Yves Guillon     |
| 2e circonscription  | Claude Wolff        | UDF-PR | Robert Couvaud   |
| 3e circonscription  | Jacques Lavédrine   | PS     | Pierre Bouchaudy |
| 4e circonscription  | Maurice Adevah-Pœuf | PS     | Joannès Roiron   |
| 5e circonscription  | Edmond Vacant       | PS     | Bernard Favodon  |

### VIelégislature(1978-1981)
| Circonscription     | Identité          | Parti  | Suppléant        |
| ------------------- | ----------------- | ------ | ---------------- |
| 1re circonscription | Maurice Pourchon  | PS     | Yves Guillon     |
| 2e circonscription  | Jean Morellon     | UDF-PR | Claude Wolff     |
| 3e circonscription  | Jacques Lavédrine | PS     | Pierre Bouchaudy |
| 4e circonscription  | René Barnérias    | UDF-PR | Georges Chometon |
| 5e circonscription  | Edmond Vacant     | PS     | Bernard Favodon  |

### Velégislature(1973-1978)
| Circonscription     | Identité                 | Parti | Suppléant(e)     |
| ------------------- | ------------------------ | ----- | ---------------- |
| 1re circonscription | Arsène Boulay            | PS    | Maurice Pourchon |
| 2e circonscription  | Valéry Giscard d'Estaing | RI    | Jean Morellon    |
| 3e circonscription  | Joseph Planeix           | PS    | Pierre Bouchaudy |
| 4e circonscription  | Fernand Sauzedde         | PS    | Joannès Roiron   |
| 5e circonscription  | Edmond Vacant            | PS    | Roger Masle      |

### IVelégislature(1968-1973)
| Circonscription     | Identité                 | Parti | Suppléant(e)       |
| ------------------- | ------------------------ | ----- | ------------------ |
| 1re circonscription | Arsène Boulay            | SFIO  | Maurice Pourchon   |
| 2e circonscription  | Valéry Giscard d'Estaing | RI    | Jean Morellon      |
| 3e circonscription  | Joseph Planeix           | SFIO  | Pierre Bouchaudy   |
| 4e circonscription  | Fernand Sauzedde         | SFIO  | Paul Bostvironnois |
| 5e circonscription  | Michel Duval             | RI    | Paul Chassaing     |

### IIIelégislature(1967-1968)
| Circonscription     | Identité                 | Parti | Suppléant(e)     |
| ------------------- | ------------------------ | ----- | ---------------- |
| 1re circonscription | Arsène Boulay            | SFIO  | Henri Simonnet   |
| 2e circonscription  | Valéry Giscard d'Estaing | RI    | Guy Fric (UDR)   |
| 3e circonscription  | Joseph Planeix           | SFIO  | Pierre Bouchaudy |
| 4e circonscription  | Fernand Sauzedde         | SFIO  | Louis Chautard   |
| 5e circonscription  | Michel Duval             | RI    | Paul Chassaing   |

### IIelégislature(1962-1967)
| Circonscription     | Identité                 | Parti | Suppléant(e)     |
| ------------------- | ------------------------ | ----- | ---------------- |
| 1re circonscription | Ambroise Brugière        | SFIO  | Arsène Boulay    |
| 2e circonscription  | Valéry Giscard d'Estaing | RI    | Guy Fric         |
| 3e circonscription  | Joseph Planeix           | SFIO  | Pierre Bouchaudy |
| 4e circonscription  | Fernand Sauzedde         | SFIO  | Louis Chautard   |
| 5e circonscription  | Eugène Fourvel           | PCF   | Amédée Léonard   |

### Irelégislature(1958-1962)
| Circonscription     | Identité                 | Parti | Suppléant(e)     |
| ------------------- | ------------------------ | ----- | ---------------- |
| 1re circonscription | Marcel Clermontel        | UNR   | Michel Rouet     |
| 2e circonscription  | Valéry Giscard d'Estaing | CNIP  | Guy Fric (UNR)   |
| 3e circonscription  | Paul Godonnèche          | CNIP  | Raoul Mazet      |
| 4e circonscription  | Raymond Joyon            | CNIP  | Théophile Bordet |
| 5e circonscription  | Joseph Dixmier           | CNIP  | Michel Clément   |

## IVeRépublique

### 3elégislature (1956-1958)
- Pierre Besset (PCF)
- Joseph Dixmier
- Eugène Fourvel (PCF)
- Valéry Giscard d'Estaing
- Adrien Mabrut (SFIO)
- Antonin Paulin
- Lucien Vaugelade

### 2elégislature (1951-1955)
- Jacques Bardoux
- Pierre Besset (PCF)
- Eugène Chassaing (Rad.)
- Joseph Dixmier
- Jean-Michel Flandin (RPF)
- Eugène Fourvel (PCF)
- Adrien Mabrut (SFIO)

### 1relégislature (1946-1951)
- Jacques Bardoux
- Pierre Besset
- Eugène Chassaing
- Joseph Dixmier
- Adrien Mabrut
- André Noël
- Alexandre Varenne, puis en 1947 Jean Pourtier

## Gouvernement provisoire de la République française

### Assemblée constituante de 1946
- Jacques Bardoux
- Pierre Besset (PCF)
- Eugène Chassaing (Rad.)
- Joseph Dixmier
- Adrien Mabrut (SFIO)
- Alexandre Varenne

### Assemblée constituante de 1945
- Jacques Bardoux
- Pierre Besset (PCF)
- Jean Curabet (apparenté PCF)
- Francis Dassaud (SFIO)
- Adrien Mabrut (SFIO)
- Alexandre Varenne (Rad.)

## IIIeRépublique

### Assemblée nationale(1871-1876)
- Marie-Henri-Guillaume de Chabrol-Tournoël, Centre droit
- Eugène Tallon, Centre droit
- Charles de Lacombe, Centre droit
- François Girot-Pouzol, Gauche républicaine, démissionne le 1er mars 1871, remplacé par Mathieu Salneuve, Gauche républicaine
- Agénor Bardoux, Centre gauche
- Honoré Roux, Gauche républicaine
- Prosper-Claude-Ignace-Constant Brugière de Barante, Centre droit
- Gabriel Moulin, Union des droites, décédé le 24 avril 1873, remplacé par François Girot-Pouzol, Gauche républicaine, élu le 12 novembre 1873
- Léon Vimal-Dessaignes, Union des droites
- Guillaume Ferdinand de Douhet, Extrême-droite
- Pierre-Eustache Pellissier de Féligonde, Centre droit

### Irelégislature(1876-1877)
- François Girot-Pouzol
- Agénor Bardoux
- Alfred Tallon
- Honoré Roux
- Eugène Rouher
- Jean-Baptiste Duchasseint
- Thomas Costes

### IIelégislature(1877-1881)
- François Girot-Pouzol
- Agénor Bardoux
- Alfred Tallon
- Honoré Roux
- Eugène Rouher
- Jean-Baptiste Duchasseint
- Thomas Costes

### IIIelégislature(1881-1885)
- Louis Tisserand décédé en 1883, remplacé par Gilbert Gaillard
- Hippolyte Gomot
- François Girot-Pouzol
- Adolphe Laville
- Alfred Tallon
- Jean-Baptiste Duchasseint
- Thomas Costes

### IVelégislature(1885-1889)
- Gilbert Gaillard
- Jean-Baptiste Antoine Blatin
- Gilbert Le Guay
- Hippolyte Gomot
- Charles Barrière
- Jean François Edmond Guyot Dessaigne
- Adolphe Laville
- Jean Chantagrel
- Jean-Baptiste Duchasseint

### Velégislature(1889-1893)
- Ambert : Adrien Farjon, Républicain
- Clermont-Ferrand-1 : Jean Mège, Conservateur
- Issoire : Antoine Bony-Cisternes, Républicain
- Riom-1 : Raymond de Bar, Conservateur
- Clermont-Ferrand-2 : Jean François Edmond Guyot Dessaigne, Radical
- Riom-2 : Adolphe Laville, Républicain radical
- Thiers : Jean-Baptiste Duchasseint, Radical

Source : journal Le Temps du 24 septembre et du 8 octobre 1889 sur Gallica,.

### VIelégislature(1893-1898)
- Clermont-Ferrand-1 : Léon Chambige, Républicain
- Ambert : Adrien Farjon, Républicain
- Issoire : Antoine Bony-Cisternes, Républicain
- Thiers : Jean-Baptiste Duchasseint, Radical, décédé en 1895, remplacé par Noël Chamerlat,  Radical
- Clermont-Ferrand-2 : Jean François Edmond Guyot Dessaigne, Radical
- Riom-2 : Adolphe Laville, Républicain
- Riom-1 : Amédée Girard, Républicain

Source : journal Le Temps du 22 août et du 5 septembre 1893 sur Gallica,.

### VIIelégislature(1898-1902)
- Riom-1 : Amédée Girard, Républicain, décédé en 1900, remplacé par Étienne Clémentel, Républicain
- Clermont-1 : Léon Chambige, Radical
- Ambert : Adrien Farjon, Républicain
- Issoire : Antoine Bony-Cisternes, Radical
- Thiers : Noël Chamerlat, Radical
- Clermont-2 : Jean François Edmond Guyot Dessaigne, Radical
- Riom-2 : Adolphe Laville, Républicain

Source : journal Le Temps du 10 mai et du 24 mai 1898 sur Gallica,.

### VIIIelégislature(1902-1906)
- Riom-1 : Étienne Clémentel, Radical
- Ambert : Pierre-Jean Sabaterie, Radical
- Clermont-1 : Léon Chambige, Radical
- Issoire : Antoine Bony-Cisternes, Radical
- Thiers : Noël Chamerlat, Radical
- Clermont-2 : Jean François Edmond Guyot Dessaigne, Radical
- Riom-2 : Adolphe Laville, Républicain

Source : journal Le Temps du 29 avril et du 13 mai 1902 sur Gallica,.

### IXelégislature(1906-1910)
- Ambert : Pierre-Jean Sabaterie, Radical, élu sénateur en 1909, remplacé par Eugène Chassaing, Radical socialiste, élu le 7 mars 1909
- Riom-2 : Alexandre Varenne, socialistes unifiés
- Riom-1 : Étienne Clémentel, Radical
- Clermont-1 : Léon Chambige, Radical, élu sénateur en 1909, remplacé par Baptiste Marrou, Radical, élu le 21 mars 1909
- Issoire : Antoine Bony-Cisternes, Radical, élu sénateur en 1906, remplacé par Martin Vigier, Gauche radicale, élu le 15 septembre 1907
- Clermont-2 : Jean François Edmond Guyot Dessaigne, Gauche radicale, décédé le 31 décembre 1907, remplacé par Antoine Fabre, Gauche radicale-socialiste, élu le 8 mars 1908
- Thiers : Noël Chamerlat, Gauche radicale socialiste

Sources : Journal Le Temps du 6 et du 22 mai 1906 sur Gallica - ,.

### Xelégislature(1910-1914)
- Issoire : Joseph Python, Gauche radicale
- Ambert : Eugène Chassaing, Radical socialiste
- Thiers : Noël Chamerlat, Radical socialiste, décédé le 13 avril 1911, remplacé par Joseph Claussat, socialistes unifiés
- Riom-1 : Étienne Clémentel, Gauche radicale
- Clermont-1 : Baptiste Marrou, Radical socialiste
- Clermont-2 : Antoine Fabre, Radical socialiste
- Riom-2 : Étienne Maison, Radical socialiste

Sources : Journal Le Temps du 24 avril et du 8 mai 1910 sur Gallica - ,.

### XIelégislature(1914-1919)
- Ambert : Eugène Chassaing, Radical socialiste
- Thiers : Joseph Claussat, SFIO
- Riom-2 : Alexandre Varenne, SFIO
- Issoire : Joseph Reynouard, Radical socialiste
- Riom-1 : Étienne Clémentel, Gauche radicale
- Clermont-1 : Baptiste Marrou, Radical socialiste
- Clermont-2 : Antoine Fabre, Radical socialiste

Sources : Journal Le Temps du 28 avril et du 12 mai 1914 sur Gallica - ,.

### XIIelégislature(1919-1924)
Les élections législatives de 1919 furent organisées au scrutin proportionnel de liste. Elles marquèrent au niveau national la victoire du "Bloc national" de centre-droit.
Liste d'union républicaine et de réorganisation nationale
- Guillaume Huguet, Parti radical et radical-socialiste, Maire de Seychalles
- Baptiste Marrou, Parti radical et radical-socialiste, Conseiller général, maire de Ceyrat

Liste républicaine de défense nationale et agricole
- Antoine Trincard-Moyat, Républicain de gauche (modéré)
- Georges Tixier, Action républicaine et sociale
- Georges Courtial, Républicain de gauche (modéré)

Liste du parti socialiste
- Alexandre Varenne, SFIO
- Joseph Claussat, SFIO, Conseiller général, maire de Châteldon

Source : Barodet sur le site de l'Assemblée Nationale - https://bibnum.sciencespo.fr/s/catalogue/ark:/46513/sc16m2kz#?c=&m=&s=&cv=

### XIIIelégislature(1924-1928)
Les élections législatives de 1924 furent organisées au scrutin proportionnel de liste. Elles marquèrent au niveau national national la victoire du "Cartel des gauches".
Liste d'Union des Gauches
- Guillaume Huguet, Parti radical et radical-socialiste, Conseiller général, maire de Seychalles
- Baptiste Marrou, Parti radical et radical-socialiste, maire de Ceyrat, élu sénateur en 1927
- Alexandre Varenne, SFIO, Conseiller général
- Albert Paulin, SFIO, Vice-Président de la Chambre des Métiers
- Eugène Chassaing, Parti radical et radical-socialiste, Médecin, conseiller général
- Joseph Claussat, SFIO, décédé le 9 novembre 1925, Médecin, conseiller général, maire de Châteldon, non remplacé
- Joseph Reynouard, Parti radical et radical-socialiste, Conseiller général

Source : Barodet sur le site de l'Assemblée Nationale - https://bibnum.sciencespo.fr/s/catalogue/ark:/46513/sc16m1m0#?c=&m=&s=&cv=

### XIVelégislature(1928-1932)
Les élections législatives furent au scrutin d'arrondissement majoritaire à deux tours de 1928 à 1936.
- Issoire : Henry Andraud, SFIO
- Thiers : Ernest Laroche, SFIO
- Clermont-3 : Eugène Roy, Radical-socialiste
- Clermont-2 : Albert Paulin, SFIO
- Clermont-1 : Philippe Marcombes, Radical-socialiste
- Riom-1 : Émile Massé, Radical-socialiste
- Ambert : Eugène Chassaing, Radical-socialiste, élu sénateur en 1930 remplacé par Pierre Génébrier, élu le 15 février 1931
- Riom-2 : Alexandre Varenne, Indépendant de Gauche

Source : Élections législatives 22-29 avril 1928 de Georges Lachapelle - https://gallica.bnf.fr/ark:/12148/bpt6k320439r.texteImage#

### XVelégislature(1932-1936)
- Ambert : Raymond Lachal, Centre républicain
- Issoire : Henry Andraud, Parti socialiste de France
- Clermont-1 : Philippe Marcombes, Radical-socialiste, décédé le 13 juin 1935, remplacé par Antoine Villedieu, SFIO, élu le 11 août 1935
- Clermont-3 : Eugène Roy, Radical-socialiste
- Clermont-2 : Albert Paulin, SFIO
- Riom-1 : Émile Massé, Radical-socialiste
- Thiers : Claude Pradel, Non-inscrit (Socialiste indépendant)
- Riom-2 : Alexandre Varenne, Parti socialiste de France

### XVIelégislature
- Alfred Ratelade invalidé en 1936, remplacé par Aimé Coulaudon
- Adrien Mabrut
- Raymond Lachal
- Henry Andraud
- Antoine Villedieu
- Ernest Laroche
- Albert Paulin
- Émile Massé

## Second Empire

### Irelégislature(1852-1857)
- Francisque Rudel du Miral
- Charles de Morny
- Joseph de Pierre
- Pierre-Léon Bérard de Chazelles
- Amédée Guesclin de Beynaguet de Pennautier

### IIelégislature(1857-1863)
- Henri de Coëtnempren de Kersaint décédé en 1860, remplacé par Luc Christophle
- Francisque Rudel du Miral
- Charles de Morny
- Joseph de Pierre
- Pierre-Léon Bérard de Chazelles

### IIIelégislature(1863-1869)
- Charles de Morny décédé en 1865, remplacé par François Girot-Pouzol
- Luc Christophle
- Jacques Mège
- Maurice Mathieu Andrieu
- Francisque Rudel du Miral

### IVelégislature(1869-1870)
- Luc Christophle
- Jacques Mège
- Prosper-Claude-Ignace-Constant Brugière de Barante
- Francisque Rudel du Miral
- Marcelin-Laurent-Marie Burin des Roziers

## IIeRépublique
Élections au suffrage universel masculin à partir de 1848

### Assemblée nationale constituante (1848-1849)
- Eugène Rouher
- Joseph Astaix
- Étienne Lavigne
- Agénor Altaroche
- Jean-Baptiste Adolphe Charras
- Gervais Lasteyras
- Toussaint Bravard
- Mathieu de Combarel de Leyval
- Robert Goutay
- Pierre Bravard-Veyrières
- Jacques Baudet-Lafarge
- Ulysse Trelat
- Jean Jusseraud
- Antoine Jouvet
- Maurice Girot-Pouzol

### Assemblée nationale législative (1849-1851)
- Alexandre Chassaigne-Goyon
- Charles de Morny
- Guillaume Ferdinand de Douhet
- Gabriel Moulin
- Jean-Baptiste Adolphe Charras
- Gervais Lasteyras
- Mathieu de Combarel de Leyval
- Pierre-Léon Bérard de Chazelles
- Pierre Bravard-Veyrières
- Jean Jusseraud
- Maurice Girot-Pouzol
- Jean-Jacques Berger

## Chambre des députés (Monarchie de Juillet)

### IreLégislature(1830-1831)
- Jean-Baptiste Molin
- Barthélemy-Jean de Riberolles
- Augustin Dauphin de Leyval
- Alexandre-Jacques-Laurent Anisson-Dupéron
- François Martin Valentin Simmer
- Mathieu Baudet-Lafarge
- Guillaume-Jean Favard de Langlade

### IIeLégislature(1831-1834)
- Maurice Girot-Pouzol
- Louis Jean Desaix
- Claude Antoine Thévenin
- Mathieu Baudet-Lafarge démissionne en 1833, remplacé par Jacques Maignol
- Pierre-Mathias Pourrat
- François Martin Valentin Simmer

### IIIeLégislature(1834-1837)
- Jules Cariol
- Antoine Jouvet
- Claude Antoine Thévenin
- Jean-Baptiste Molin
- Marc-François Tourraud
- Joseph-Henri Girot de Langlade
- Jacques Maignol

### IVeLégislature(1837-1839)
- Antoine Gilbert Dessaigne
- Antoine Jouvet
- Jean-Jacques Berger
- Jean-Baptiste Molin
- Joseph-Henri Girot de Langlade
- Jacques Maignol
- François Martin Valentin Simmer

### VeLégislature(1839-1842)
- Mathieu de Combarel de Leyval
- Antoine Gilbert Dessaigne
- Antoine Jouvet
- Jean-Jacques Berger
- Jean-Baptiste Molin
- Joseph-Henri Girot de Langlade
- Gaspard de Chabrol

### VIeLégislature(1842-1846)
- Charles de Morny
- Joseph-Henri Girot de Langlade nommé pair en 1845, remplacé par Gabriel Moulin
- Mathieu de Combarel de Leyval
- Antoine Gilbert Dessaigne
- Gaspard de Chabrol décédé en 1843, remplacé par Gaspard Antoine Pagès
- Jean-Jacques Berger
- Jean-Baptiste Molin

### VIIeLégislature(17/08/1846-24/02/1848)
- Charles de Morny
- Gabriel Moulin
- Félix Martha-Beker
- Mathieu de Combarel de Leyval
- Jean-Baptiste Darrot-Andrieu élu en 1847
- Gaspard Antoine Pagès
- Jean-François Vimal-Dupuy
- Jean-Jacques Berger

## Chambre des députés des départements (2eRestauration)

### Irelégislature(1815–1816)
- Prosper de Barante
- Jean-Baptiste Amarithon de Montfleury
- Guillaume-Michel de Chabrol-Tournoël
- Michel-Claude Pellissier de Féligonde
- Guillaume-Jean Favard de Langlade
- Antoine Bayet
- Antoine Vimal-Teyras

### IIelégislature(1816-1823)
- Jean-Baptiste Amarithon de Montfleury
- Anne Alexis Jean de Trenqualye
- Christophe de Chabrol de Crouzol
- Guillaume-Michel de Chabrol-Tournoël
- Jean-Baptiste André d'Aubière
- Jean-Baptiste-Pierre Chardon du Ranquet de Chalus
- François-Antoine de Montagnac
- Guillaume-Jean Favard de Langlade
- Antoine Bayet
- Pierre Pourrat

### IIIelégislature(1824-1827)
- Gaspard de Chabrol
- Jean-Baptiste Amarithon de Montfleury
- Anne Alexis Jean de Trenqualye
- Jean-Baptiste-Pierre Chardon du Ranquet de Chalus
- Michel-Claude Pellissier de Féligonde
- Guillaume-Jean Favard de Langlade

### IVelégislature(1828-1830)
- Barthélemy-Jean de Riberolles
- Augustin Dauphin de Leyval
- François Martin Valentin Simmer
- Gaspard de Chabrol
- Michel-Claude Pellissier de Féligonde
- Guillaume-Jean Favard de Langlade
- Dominique Dufour de Pradt

### Velégislature(23 juin 1830-28 juillet 1830)
- Barthélemy-Jean de Riberolles
- Augustin Dauphin de Leyval
- Alexandre-Jacques-Laurent Anisson-Dupéron
- Gaspard de Chabrol
- Michel-Claude Pellissier de Féligonde
- Guillaume-Jean Favard de Langlade

## Chambre des représentants (Cent-Jours)
- Jean Moulin
- Jean-Baptiste Tailhand
- Nicolas Léonard Bagert Beker
- Claude Triozon-Barbat
- Antoine Madieu
- Pierre-Antoine Taché
- Guillaume-Jean Favard de Langlade
- Étienne Christophe Maignet
- Louis Ramond de Carbonnières
- Antoine Boirot

## Chambre des députés des départements (1reRestauration)
- Jean-Marie Desribes
- Jacques Picot-Lacombe
- Antoine Boirot
- Claude-Ignace-Sébastien Brugière de La Verchère

## Corps législatif(1800-1814)
- Pierre Chollet-Beaufort
- Jean-Marie Desribes
- Jean Deval de Guymont
- Antoine Thévenin
- Louis Charles Antoine de Beaufranchet
- Jacques Picot-Lacombe
- Jean-Baptiste Girot-Pouzol
- Jean-Antoine Huguet
- Antoine Boirot
- Claude-Ignace-Sébastien Brugière de La Verchère
- Antoine Bergier

## Conseil des Cinq-Cents(1795-1799)
- Mathieu Baudet-Lafarge
- Claude Milanges
- Claude Lamy
- Guillaume-Jean Favard de Langlade
- Pierre Chollet-Beaufort
- Jean-Baptiste Enjelvin
- Antoine Thévenin
- Gilbert Jourde
- François Pierre Ingrand
- Jacques-Antoine Dulaure
- Charles-François Oudot
- Jacques Picot-Lacombe
- Jean-Baptiste Girot-Pouzol
- Jean-Antoine Huguet
- Jean Henri Bancal des Issarts
- Benoît Pâcros
- Henri-François Prévost
- Antoine Bergier
- Jean Laloue

## Convention nationale(1792-1795)
- Étienne Christophe Maignet
- Gilbert Jourde
- Georges Couthon
- Jacques-Antoine Dulaure
- Jean-Baptiste Girot-Pouzol
- Pierre-Amable de Soubrany
- Jean Henri Bancal des Issarts
- Charles-Gilbert Romme
- Benoît Pâcros
- Jean-Baptiste-Benoît Monestier
- Joseph Artaud-Blanval
- Pierre Gibergues
- Jean Laloue
- Claude-Antoine Rudel

## Assemblée législative (1791-1792)
- Claude Étienne Téallier
- Étienne Christophe Maignet
- Antoine Thévenin
- Antoine Rabusson-Lamothe
- Georges Couthon
- Pierre-Amable de Soubrany
- Léonard Gaubert
- Charles-Gilbert Romme
- Michel Moulin
- Mathieu Col
- Jean-Baptiste Bres
- Pierre Gibergues
- François Cuel